# PartyLite
PartyLite er en amerikansk Multi-level marketingsvirksomhed inden for lys, lystilbehør og duftprodukter til hjemmet. 

## Virksomhed

### Historie
PartyLite har sine rødder i Cape Cod på den amerikanske østkyst, hvor en ung lærer ved navn Mabel Baker i 1909 begyndte at fremstille lys ved siden af jobbet som lærer. Først gav hun lysene bort som gaver til venner og familie, men det varede ikke længe før hendes iværksætterånd tog over. Mabel grundlagde sin egen virksomhed. Til sit første lys, valgte Mabel den ret sjældne og meget diskrete duft fra vilde laurbær der voksede i hendes hjemegn Cape Cod.

Idet det var svært for butiksindehavere at skaffe tilstrækkeligt med lys, blev Mabel Bakers lys hurtigt populære. Elegante forhandlere i Boston og New York bestilte store mængder. Efterspørgslen blev hurtigt så stor at Mabel og hendes mand opgav deres tidligere jobs for at bygge en fabrik til at fremstille lysene. 
PartyLites vision var at kombinere kvalitet med innovation. Det var dermed PartyLite der fremstillede det første helt gennemfarvede lys.[kilde mangler] En anden innovation var at sælge lys og lysestager sammen.[kilde mangler] 
Mabel Baker forblev engageret i sin virksomhed og arbejdede indtil hun var 93 år gammel. Da hun døde i 1965, havde PartyLite udviklet sig til en virksomhed med en årlig omsætning på 6 mio. dollars. 

### Virksomhedens udvikling
I 1973 begyndte PartyLite at bruge en ny salgs- og forretningsmodel: Virksomheden indførte direkte salg og ekspanderede i den nordøstlige del af USA. I løbet af 1980’erne blev fortjenesteprogrammet udvidet, og flere succeshistorier opstod. PartyLite udviklede sig til en af de mest indbringende indkomstkilder for konsulenter i direkte salg i USA.[kilde mangler] 
Efter at PartyLite blev en del af Blyth, Inc i 1990, blomstrede virksomheden og udviklede sig til et stærkt varemærke og blev Blyth-koncernens flagskib. 
I 1992 åbnede PartyLite et datterselskab i Canada.
Det næste store skridt skete i 1994 hvor PartyLite ekspanderede til det europæiske marked. De første europæiske markeder var Tyskland, Storbritannien, Schweiz, Østrig, Frankrig og Finland.  
I de følgende år forsatte PartyLite med at ekspandere til Mexico, Australien, Sverige, Danmark, Norge, Irland, Polen, Italien, Tjekkiet og Slovakiet. 
I dag er PartyLite verdens største virksomhed inden for direkte salg af lys, tilbehør og duftprodukter til hjemmet. 
I januar 2012 blev Rob Goergen Jr. President of PartyLite Worldwide. 

### Produkter
Under varemærket PartyLite sælger virksomheden lys og hjemmedufte i et bredt udvalg af dufte, former og farver til enhver sæson og lejlighed. 

## Salg og distribution
PartyLite sælger sine produkter direkte via konsulenter (multi-level marketing). På verdensplan findes der over 68.000 PartyLite konsulenter. Virksomheden følger Direkte Salgs Foreningens retningslinjer[kilde mangler] og er også medlem af European Association of Direct Sales Enterprises (FEDSA). 

### PartyLite Partyer
Som en virksomhed inden for direkte salg, baserer PartyLite sit salgskoncept på PartyLite demonstrationer, også kaldet partyer. Salget foregår i private omgivelser hjemme hos en værtinde eller vært. En konsulent præsenterer PartyLites produkter og modtager bestillinger. Gæster, som bliver inviteret til partyet, er ofte værtindens venner, familiemedlemmer og bekendte. Værtinden bliver belønnet for sin gæstefrihed med produkter samt forskellige tilbud og bookinggaver.[kilde mangler]

### Markeder
PartyLite er virksom i USA, Canada og Mexico. I Europa har PartyLite datterselskaber i 17 lande.  

## Weblinks
- www.partylite.dk